# Kostas Kazakos
Kostas Kazakos, também grafado como Costas Kazakos (em grego:  Κώστας Καζάκος) (Pyrgos, 29 de maio de 1935 – 13 de setembro de 2022) foi um ator grego, diretor e político.
Nascido em Pyrgos, Élida, ele foi casado com a atriz Tzeni Karezi, com quem teve um filho. Em 1997, casou-se com a atriz Jenny Jolia.
Na eleição legislativa grega de 2007, ele foi eleito para o Parlamento grego como candidato do Partido Comunista da Grécia, sendo reeleito em 2009.
Morreu em 13 de setembro de 2022, aos 87 anos.

## Filmografia selecionada
- Enas delikanis (1963)
- Ato de Represália (1964)
- As balas não voltam (1967)
- Ifigênia (1977)
- O homem com o cravo (1980)